# Mistrzostwa Estonii w Skokach Narciarskich 1933
Mistrzostwa Estonii w Skokach Narciarskich 1933 – pierwsza w historii edycja mistrzostw Estonii w skokach narciarskich, przeprowadzona w marcu 1933 roku na skoczni w Viljandi w celu wyłonienia indywidualnego mistrza kraju w skokach narciarskich.
Pierwszym mistrzem Estonii został Oskar Veldeman po skoku na 21,5 m, drugie miejsce zajął Heino Otto z wynikiem 17,5 m, a trzeci był H.Polikarpus (16,5 m). Wszyscy ci trzej zawodnicy reprezentowali klub Viljandi Sakala.
Zawody przeprowadzono na skoczni Lossimäe Hüppemägi, której punkt konstrukcyjny umieszczony był na 20. metrze. Osiągnięta przez Veldemana odległość (21,5 m) była wyrównanym rekordem obiektu (wcześniej skoczył tyle Eduard Bergman-Raidla w 1931 roku).

## Medaliści
| Konkurs      | Złoto          | Srebro     | Brąz         |
| ------------ | -------------- | ---------- | ------------ |
| indywidualny | Oskar Veldeman | Heino Otto | H.Polikarpus |